# 蓬蒂達巴爾卡
41°48′N 8°24′W / 41.800°N 8.400°W
蓬蒂達巴爾卡（葡萄牙語：Ponte da Barca），是葡萄牙的城鎮，位於該國北部，由維亞納堡區負責管轄，始建於1125年，面積184.76平方公里，2011年人口12,061，人口密度每平方公里65.28人。

## 友好城市
- 法國 沃昂沃兰